# 杜尼夫 (利維夫州)
49°56′0″N 24°31′2″E / 49.93333°N 24.51722°E
杜尼夫（羅馬化：Duniv）是烏克蘭西部的村莊，隸屬利維夫州的佐洛奇夫區。該村面積0.47平方公里，海拔高度221米，2001年人口70，人口密度每平方公里149.89人。